# Rue Eau-de-Robec
La rue Eau-de-Robec est une voie publique de la commune française de Rouen.

## Situation et accès
Elle mène du boulevard Gambetta à la rue des Boucheries-Saint-Ouen, en passant par la place Saint-Vivien. Elle est jointe perpendiculairement par la rue du Pont-Codrille.

## Origine du nom
Son nom vient de la rivière Robec qui y coulait jusqu’en 1943.

## Historique
Cette rue, aujourd'hui piétonne sur la partie comprise entre la rue des Boucheries-Saint-Ouen et la place Saint-Vivien, suit le cours historique du Robec. Elle était autrefois occupée en grand nombre par des teinturiers. Charles de Bourgueville aurait dit de la rue Eau-de-Robec qu'« aucunes fois iaulne, aultres frois rouge, verte, bleuë, violée et aultres couleurs, selon qu'un grand nombre de teinturiers qui sont dessus la diversifient par intervalles, en faisant leurs maneuvres ». Elle est bordée par la rue Garde-Monsieur.
Gustave Flaubert dans Madame Bovary y fait loger Charles Bovary alors jeune étudiant ; il écrit : « La rivière, qui fait de ce quartier comme une ignoble petite Venise, coulait en bas, sous lui, jaune, violette ou bleue, entre ses ponts et ses grilles. Des ouvriers, accroupis au bord, lavaient leur bras sur l'eau. Sur des perches partant du haut des greniers, des écheveaux de coton, séchaient à l'air. »
Guy de Maupassant, en qualifiant ce cours d'eau de sinistre, écrit dans Qui sait ? : « Je m'engageais dans une rue invraisemblable où coule une rivière noire comme de l'encre nommée "Eau de Robec" (...). J'allais de boutique en boutique, traversant, en deux enjambées, les ponts de quatre planches pourries jetées sur le courant nauséabond de l'Eau de Robec. »
La rue est partiellement détruite par des bombardements alliés le 5 septembre 1942, le 12 mars 1943 et le 19 avril 1944.
Canalisé et enterré entre 1938 et 1941, le Robec est aujourd'hui symbolisé par un cours d'eau en circuit fermé sur le tronçon compris entre la rue des Boucheries-Saint-Ouen et la place Saint-Vivien. La rue Eau-de-Robec est réhabilitée dans les années 1970.

## Bâtiments remarquables et lieux de mémoire
Dans cette rue :
- Alexandre Barrabé (1816-1897) y a vécu.
- Jules Adeline y a vécu.
- Pierre Le Trividic, peintre, y est né.
- Roger Pruvost, architecte, y est né.
- no 25 : Jean-Édouard Adam (1768-1810), physicien inventeur d'une méthode distillatoire du vin y est né.
- n°57-57 bis : maison de maître drapier-teinturier, inscrit (1984)[4]
- n°134 : maison de maître drapier-teinturier, inscrit (1962)[5]
- n°136 : maison de maître drapier-teinturier, inscrit (1963)[6]
- n°158 : maison de maître-drapier, inscrit (1962)[7]
- n°183-185-187 : la Maison des Quatre Fils Aymon, actuel musée national de l'Éducation, classé (1961)[8]
- n°221-223 : immeuble, façade inscrite (1942)[9]

## Dans la littérature
Germaine Beaumont décrit la rue dans Silsauve en 1952 en ces termes:

« D'ordinaire à cette heure, une certaine animation y régnait, en même temps que se répandaient par les huis entrebâillés, des odeurs de cidre, de soupe arrosée de calvados, de fritures de harengs, et qu'à ces relents ménagers le Robec joignait celui de ses eaux d'égout, de ses épluchures et de ses rats. »

Anny Duperey décrit également son expérience de la rue dans Le voile noir :

« Je ne me souviens pas du nom de la rue où nous habitions mais de celui de la rue voisine : la rue Eau-de-Robec. Le Robec (déjà horrible à prononcer) était une rivière immonde qui traversait le quartier et lui donnait son nom. S'y déversait un canal qui passait juste devant notre porte. Il charriait les déchets des Grands Moulins de Rouen et ceux des usines de tannage et teinturerie qui encadraient notre maison. Le canal se teintant de bleu, de vert, de rouge au hasard des produits chimiques utilisés et rejetés, c'était très gai. C'était même si fascinant pour des yeux d'enfants qu'il ne passait pas de semaine sans que l'un d'eux ne tombe dedans, aucune barrière protectrice ne les retenant au bord de cette eau si chatoyante; Comment résister à la tentation de faire flotter un bateau de papier sur une rivière turquoise à défaut de voir la mer en rouge, comme le chante si joliment Guy Béart. »